# Emir Janjoš
Emir Janjoš (Sarajevo, 28 marzo 1986) è un ex calciatore bosniaco, di ruolo centrocampista.

## Carriera

### Club
Janjoš giocò per il Sarajevo, prima di essere prestato all'Olimpik Sarajevo. Tornato al Sarajevo, vi rimase per due campionati, per poi emigrare in Norvegia e militare nelle file dello Harstad. Nel 2011 tornò in patria, al Biser.